# Sorbitantrioleat
Sorbitantriolat (Handelsname beispielsweise Span 85, Arlacel 85) ist ein Sorbitanfettsäureester, ein Triester von Sorbit bzw. dessen Anhydrid Sorbitan.

## Gewinnung und Darstellung
Sorbitantrioleat wird durch Veresterung von Sorbit bzw. dessen Monoanhydrid mit Ölsäure im Stoffmengenverhältnis 1:3 erhalten.
Da der kommerziell erhältliche Rohstoff „Ölsäure“ ein Gemisch aus verschiedenen Fettsäuren mit Ölsäure als Hauptkomponente ist, ist das so gewonnene Sorbitantrioleat ebenfalls ein Gemisch der Veresterungsprodukte mit diesen Fettsäuren. Die dabei verwendete Ölsäure kann tierischen oder pflanzlichen Ursprungs sein.

## Verwendung
Sorbitantrioleat findet Verwendung  als Dispergiermittel bzw. Emulgator in Human- und Tierarzneimitteln und in Kosmetika sowie bei weiteren technischen Anwendungen; es gilt als biologisch abbaubar. Es ist in der Europäischen Union nicht als Lebensmittelzusatzstoff zugelassen, wird aber in der Liste der Lebensmittelzusatzstoffe des Codex Alimentarius mit der INS-Nummer 496 geführt.
Durch den sehr niedrigen HLB-Wert von 1,8 werden Wasser-in-Öl-Emulsionen (W/O-Emulsionen) gebildet, meist wird es aber in Mischungen mit anderen Emulgatoren mit höherem HLB-Wert verwendet.

## Eigenschaften
Pharmazeutisch verwendetes Sorbitantrioleat enthält in der Fettsäurenfraktion 65,0 bis 88,0 % Ölsäure. Ferner enthalten sind Linolsäure (maximal 18,0 %), Palmitinsäure (maximal 16,0 %), Palmitoleinsäure (maximal 8,0 %), Stearinsäure (maximal 6,0 %), Myristinsäure (maximal 5,0 %), Linolensäure (maximal 4,0 %) und Fettsäuren mit einer Kettenlänge über 18 C-Atomen (maximal 4,0 %). Pharmazeutisches Sorbitantrioleat ist eine blassgelbe bis schwach gelbliche oder braune, feste Substanz, die bei etwa 25 °C zu einer bernsteinfarbenen, öligen bzw. viskosen Flüssigkeit wird. Die relative Dichte beträgt etwa 0,98.